# Rafaela Carrasco
Rafaela Carrasco (Sevilla, 1972) es una bailarina y coreógrafa de flamenco española, ganadora del Premio Nacional de Danza 2023 en la modalidad de creación.

## Trayectoria
Nació en Sevilla. Comenzó a bailar a los seis años. Se certificó en la Academia de Flamenco de Matilde Coral en Estudios Profesionales en Danza Española y Flamenco. Entre sus profesores, se encontraban, entre otros Merche Esmeralda, Goyo Montero, Juanjo Linares, La Toná, Manolo Marín, Manolete, El Güito, Milagros Mengíbar, Rafael El Negro o El Mimbre.
A los 18 años, se incorporó a la Compañía de Mario Maya, donde fue primera bailarina y repetidora. Después ingresó en la Compañía Andaluza de Danza como repetidora y solista. En 1996 se mudó a Madrid donde bailó y ejerció como coreógrafa en varias compañías de flamenco, e inició su labor docente por todo el mundo. Ha sido profesora en escuelas como la de Amor de Dios en Madrid, el Centro Flamenco de Estudios Escénicos de Granada, el Festival de Jerez o el Conservatorio Superior de Danza de Madrid María de Ávila donde se convirtió en catedrática de Baile Flamenco.
En 2002, fundó su propia compañía de danza. Ese año, participó en el Certamen Coreográfico de Danza Española y Flamenco, donde ganó todos los premios.
En 2011 fue coreógrafa del Ballet Nacional de España. Entre 2013 y 2016, dirigió el Ballet Flamenco de Andalucía, puesto para el que fue elegida por su coreografía Concurso de cante jondo de 1922.

## Reconocimientos
A lo largo de su carrera, ha obtenido diversas becas y premios. En 2002, ganó los premios a mejor coreografía, mejor composición musical y bailarín sobresaliente en el Certamen Coreográfico de Danza Española y Flamenco. En 2008, en la XV edición de la Bienal de Flamenco de Sevilla, obtuvo el Giraldillo a la Mejor Coreografía y Premio de la Prensa a la Mejor Coreografía con su espectáculo Vamos al tiroteo. En 2009, fue reconocida en el Festival Internacional de Viena Impulstanz y con el Premio del Público en el Certamen de Coreografía de la Universidad Carlos III de Madrid. Además, obtuvo el tercer premio del Jurado en el XXIII Certamen Coreográfico de Madrid.
En 2010, fue reconocida con el Premio de la Cultura de la Comunidad De Madrid, en la Categoría de Danza. En 2023, el Ministerio de Cultura y Deporte la nombró Premio Nacional de Danza en la modalidad de creación, un galardón dotado con 30.000 euros. En esa misma edición, Melania Olcina recibió el galardón en la categoría de Interpretación.